# La Bouquetière
La Bouquetière est un tableau réalisé par le peintre italien Amedeo Modigliani en 1919. De format vertical, cette huile sur toile est le portrait d'une jeune femme vêtue de noir assise devant des portes. Il s'agit, comme l'indique le titre, d'une fleuriste vendant des bouquets. Legs de Florene May Schoenborn en 1995, l'œuvre est conservée au Metropolitan Museum of Art, à New York, aux États-Unis.